# Sandor slash Ida
Sandor slash Ida är en ungdomsroman från 2001 av Sara Kadefors. Den belönades med Augustpriset i barn- och ungdomslitteraturklassen samma år.

## Handling
Ungdomsromanen handlar om en stark men vilsen tonårstjej i Stockholm och en balettintresserad pojke som bor utanför Göteborg som träffas genom en chattsida på internet. De finner varandra online. Båda är ensamma och ljuger om sitt sanna jag. Sandor vill vara den tuffa och festande killen med många kompisar. Ida vill vara den naturälskande tjejen som rider och bor på landet. Men allt blir fel när Sandor åker till Ida i Stockholm utan att hon vet. 

## Filmatisering
Boken filmatiserades 2005 med samma titel i regi av Henrik Georgsson.